# Lista prezydentów Francji

## Druga Republika(1848–1852)
- tymczasowo

| # | Imię i nazwisko                      | Portret | Kadencja        | Kadencja       | Partia polityczna | Partia polityczna |
| # | Imię i nazwisko                      | Portret | Od              | Do             | Partia polityczna | Partia polityczna |
| - | ------------------------------------ | ------- | --------------- | -------------- | ----------------- | ----------------- |
| 1 | Louis-Napoleon Bonaparte (1808–1873) |         | 20 grudnia 1848 | 2 grudnia 1852 |                   | Bonapartyści      |

## Trzecia Republika(1871–1940)
- tymczasowo

| #  | Imię i nazwisko                  | Portret                            | Kadencja         | Kadencja         | Partia polityczna | Partia polityczna            |
| #  | Imię i nazwisko                  | Portret                            | Od               | Do               | Partia polityczna | Partia polityczna            |
| -- | -------------------------------- | ---------------------------------- | ---------------- | ---------------- | ----------------- | ---------------------------- |
| 2  | Adolphe Thiers (1797–1877)       |                                    | 31 sierpnia 1871 | 24 maja 1873     |                   | Bezpartyjny                  |
| 3  | Patrice de Mac Mahon (1808–1893) |                                    | 24 maja 1873     | 30 stycznia 1879 |                   | Legitymista                  |
| 4  | Jules Grévy (1813–1891)          |                                    | 30 stycznia 1879 | 2 grudnia 1887   |                   | Oportunistyczni republikanie |
| 5  | Sadi Carnot (1837–1894)          |                                    | 3 grudnia 1887   | 25 czerwca 1894  |                   | Oportunistyczni republikanie |
| 6  | Jean Casimir-Périer (1847–1907)  |                                    | 27 czerwca 1894  | 16 stycznia 1895 |                   | Oportunistyczni republikanie |
| 7  | Félix Faure (1841–1899)          |                                    | 17 stycznia 1895 | 16 lutego 1899   |                   | Oportunistyczni republikanie |
| 8  | Émile Loubet (1838–1929)         |                                    | 18 lutego 1899   | 18 lutego 1906   |                   | Oportunistyczni republikanie |
| 8  | Émile Loubet (1838–1929)         | Demokratyczny Sojusz Republikański | 18 lutego 1899   | 18 lutego 1906   |                   |                              |
| 9  | Armand Fallières (1841–1931)     |                                    | 18 lutego 1906   | 18 lutego 1913   |                   |                              |
| 10 | Raymond Poincaré (1860–1934)     |                                    | 18 lutego 1913   | 18 lutego 1920   |                   |                              |
| 11 | Paul Deschanel (1856–1922)       |                                    | 18 lutego 1920   | 21 września 1920 |                   |                              |
| 12 | Alexandre Millerand (1859–1943)  |                                    | 23 września 1920 | 11 czerwca 1924  |                   | Bezpartyjny                  |
| 13 | Gaston Doumergue (1863–1937)     |                                    | 13 czerwca 1924  | 13 czerwca 1931  |                   | PRRRS                        |
| 14 | Paul Doumer (1857–1932)          |                                    | 13 czerwca 1931  | 7 maja 1932      |                   | Bezpartyjny                  |
| 15 | Albert Lebrun (1871–1950)        |                                    | 10 maja 1932     | 11 czerwca 1940  |                   | AD                           |

## Czwarta Republika(1946–1959)
| #  | Imię i nazwisko            | Portret | Kadencja         | Kadencja         | Partia polityczna | Partia polityczna |
| #  | Imię i nazwisko            | Portret | Od               | Do               | Partia polityczna | Partia polityczna |
| -- | -------------------------- | ------- | ---------------- | ---------------- | ----------------- | ----------------- |
| 16 | Vincent Auriol (1884–1966) |         | 16 stycznia 1947 | 16 stycznia 1954 |                   | SFIO              |
| 17 | René Coty (1882–1962)      |         | 16 stycznia 1954 | 8 stycznia 1959  |                   | CNIP              |

## Piąta Republika(od 1959)
- tymczasowo

| #  | Imię i nazwisko                      | Portret | Kadencja         | Kadencja         | Partia polityczna | Partia polityczna |
| #  | Imię i nazwisko                      | Portret | Od               | Do               | Partia polityczna | Partia polityczna |
| -- | ------------------------------------ | ------- | ---------------- | ---------------- | ----------------- | ----------------- |
| 18 | Charles de Gaulle (1890–1970)        |         | 9 stycznia 1959  | 28 kwietnia 1969 |                   | UNR /UDR          |
| –  | Alain Poher (1909–1996)              |         | 28 kwietnia 1969 | 20 czerwca 1969  |                   | CD                |
| 19 | Georges Pompidou (1911–1974)         |         | 20 czerwca 1969  | 2 kwietnia 1974  |                   | UDR               |
| –  | Alain Poher (1909–1996)              |         | 2 kwietnia 1974  | 27 maja 1974     |                   | CD                |
| 20 | Valéry Giscard d’Estaing (1926–2020) |         | 27 maja 1974     | 21 maja 1981     |                   | FNRI/UDF          |
| 21 | François Mitterrand (1916–1996)      |         | 21 maja 1981     | 17 maja 1995     |                   | PS                |
| 22 | Jacques Chirac (1932–2019)           |         | 17 maja 1995     | 16 maja 2007     |                   | RPR/UMP           |
| 23 | Nicolas Sarkozy (ur. 1955)           |         | 16 maja 2007     | 15 maja 2012     | UMP               |                   |
| 24 | François Hollande (ur. 1954)         |         | 15 maja 2012     | 14 maja 2017     |                   | PS                |
| 25 | Emmanuel Macron (ur. 1977)           |         | 14 maja 2017     | nadal            |                   | LREM              |